# Müller-Schieber
Der Müller-Schieber ist ein Druckausgleichkolbenschieber für Dampflokomotiven. Er ist als Weiterentwicklung der Karl-Schultz-Schieber in der Zeit nach 1945 entstanden und war die Regelbauart von Schiebern an Dampflokomotiven der Deutschen Bundesbahn.
Ebenso wie die Karl-Schultz-Schieber bestehen die Müller-Schieber aus vier Kolbenelementen pro Kolbenstange. Die beiden Kolbenenden an den Stangenenden sind hier fest auf der Stange befestigt. Im Gegensatz zum vorgenannten Druckausgleichkolbenschieber besorgt hier den Druckausgleich ein in jeder Kolbenhälfte sitzendes Druckausgleichsventil. Das Schließen der Druckausgleichsventile geschieht ab einem gewissen Schieberkastendruck. In der Literatur werden diese Druckausgleichsventile als anfällig bei großem Durchmesser bezeichnet, bei der Rekonstruktion zu den Umbaulokomotiven der Baureihe 01 haben sie sich gut bewährt.